# Batalló Dimitrov
El Batalló Dimitrov va ser una unitat militar integrada en les Brigades Internacionals durant la Guerra Civil espanyola. Va ser el batalló número 18 i el seu nom es deu a Gueorgui Dimitrov, un apassionat i gran defensor búlgar del Front Popular en la Segona República Espanyola.
Es va formar amb exiliats dels Balcans el desembre de 1936. Al principi l'integraven 800 voluntaris, incloent prop de 160 grecs. A partir del 31 de gener de 1937, va formar part de la XV Brigada Internacional, on es trobaven enquadrades també dues altres unitats que es van fer especialment famoses: el Batalló Britànic i el Batalló Abraham Lincoln. Van lluitar primer en la batalla del Jarama el febrer del 1937, patint una gran quantitat de baixes.
El 20 de setembre de 1937 el batalló es va traslladar a la 45a Divisió Internacional de la reserva, on va ser reconstituït. El 13 de febrer de 1938, va formar part de la 129a Brigada Internacional tot just creada, que s'havia format amb les restes d'altres batallons integrats per centreeuropeus. Va romandre fins a la seva desmobilització el 5 d'octubre de 1938. El seu últim comandant, Josef Pavel, va arribar a ser ministre en el gabinet format per Alexander Dubček durant la Primavera de Praga el 1968.